# Самусенко Тетяна Дмитрівна
Тетяна Дмитрівна Самусенко (рос. Татьяна Дмитриевна Самусенко, нар. 2 лютого 1938, Мінськ, БРСР, СРСР — 24 січня 2000, Мінськ, Білорусь) — радянська фехтувальниця на рапірах, тририразова олімпійська чемпіонка (1960, 1968 та 1972), срібна (1964) призерка Олімпійських ігор, п'ятиразова чемпіонка світу.

## Виступи на Олімпіадах
| Олімпіада   | Дисципліна      | Місце |
| ----------- | --------------- | ----- |
| Рим 1960    | командна рапіра | 1     |
| Токіо 1964  | командна рапіра | 2     |
| Мехіко 1968 | командна рапіра | 1     |
| Мюнхен 1972 | командна рапіра | 1     |